# Ньюри Сити
«Ньюри Сити» — североирландский футбольный клуб из одноимённого города, выступающий в североирландском Премьершипе. Клуб основан в 1923 году, домашние матчи проводит на стадионе «Шоуграундс», вместимостью 6500 зрителей. Бронзовый призёр чемпионата Северной Ирландии — 1928. Двукратный финалист Кубка Северной Ирландии — 1990, 2009. Известным воспитанником клуба является Пат Дженнингс.
В 2013 году был образован новый клуб, который со временем пробился в Премьершип, выступив там в сезоне-2018/19. В сезоне-2019/20 занял 5-е место в Первом чемпионшипе. Имеется также женская команда.

## Выступления клуба в еврокубках
- 1R = первый раунд
- 2R = второй раунд

| Сезон | Турнир          | Раунд | Страна        | Клуб                | Счёт     |
| ----- | --------------- | ----- | ------------- | ------------------- | -------- |
| 1999  | Кубок Интертото | 1R    | Флаг Хорватии | Хрватски Драговоляц | 2-0, 0-1 |
|       |                 | 2R    | Флаг Германии | Дуйсбург            | 1-0, 0-2 |

## Достижения
- Бронзовый призёр чемпионата Северной Ирландии (1): 1928
- Финалист Кубка Северной Ирландии (2): — 1990, 2009